# Giovanni Verità
Giovanni Verità, appelé “Don Giovanni” (né à Modigliana, le 18 février 1807, mort à Modigliana, le 26 novembre 1885) est un prêtre italien, patriote et ardent opposant au pouvoir temporel du « pape-roi » pendant le Risorgimento.

## Biographie
Ordonné prêtre en 1829, Don Giovanni rejoint la « Jeune Italie» l'année suivante, se range ouvertement avec les Carbonari, et apparait sur plusieurs révoltes populaires. Don Giovanni aide de nombreuses personnes réfugiées dans la forêt de Modigliana, devenu point de référence pour les patriotes poursuivis par les gardes du pape, sur la zone frontalière entre les États pontificaux et le Grand-duché de Toscane.
Dans la nuit du 21 août 1849, le prêtre aide Giuseppe Garibaldi et Giovanni Battista Culiolo (dit Leggero), un de ses lieutenants, recherchés par les Autrichiens. Il les rencontre sur le mont Trebbio pour les cacher dans sa propre maison à Modigliana, puis les aide à se réfugier au Grand-Duché, pour pouvoir s'embarquer à Livourne.
À sa mort le 26 novembre 1885, l'enterrement religieux lui sera refusé, en raison de son opposition au pape. Sa maison natale abrite aujourd'hui le Musée municipal de Don Giovanni Verità, dédié à sa vie patriotique.
Giuseppe Garibaldi le décrit ainsi : 

« Padre Giovanni Verita, de Modigliana, a été le véritable prêtre du Christ, et par "prêtre du Christ", il faut comprendre,  l'homme vertueux, législateur, qui ne cherche pas à être aimé.  Il n'est pas celui, qui fait usage de son nom pour couvrir la laideur et la futilité....dès qu'un homme est persécuté pour avoir aimé l'Italie, Padre l'héberge, le nourrit, et le guide vers un lieu plus sûr. »

## À noter
Giovanni Battista Culiolo de La Maddalena (Sardaigne) également connu comme "le Capitaine" en référence à son passé comme ancien marin, ou "Leggero" à cause d'une blessure contractée lors du siège de Rome, devenu combattant aux côtés de Garibaldi.